# سیارک ۲۱۸۰۹۷
سیارک ۲۱۸۰۹۷ (به انگلیسی: 218097 Maoxianxin، نامگذاری:2002LO61)۲۱۸۰۹۷مین سیارک کشف شده‌است که در ۰۱ ژوئن ۲۰۰۲ کشف شد.